# امامزاده لار
امامزاده لار در شهرستان لار در جنوب استان فارس کشور ایران واقع شده‌است.
امامزاده لار مشهور به امامزاده گنبد سبز مقبره امامزاده علی بن حسین بن سجاد بن حسین بن علی بن ابی‌طالب است که در شهرستان لار واقع شده‌است. در سال ۱۰۷۲ه‍.ق آرامگاه این امامزاده توسط محمدعلی بیگ ذوالقدر تعمیر گردید. بر فراز این مقبره بر روی کتیبه‌ای سنگی این اشعار نگاشته شده‌است
| به عهد شهنشاه صاحب قران     |  | خور گیتی افروز برج امامت      |
| سلیمان که برج هنر مهر کیوان |  | بود از غلامیش نور علامت       |
| گران مایه گوهر محمدعلی بیگ  |  | نهال ریاض جلال و فخامت        |
| بشد رهنما نور توفیق یاری    |  | به تأسیس این بقعه تا در قیامت |
| بود شافعش مصطفی در مقامی    |  | که لرزند خاصان ز هول قیامت    |
| علی حسین بن سجاد گردد       |  | وسیله که باشد به خلد اقامت    |
| پی سال تاریخ روشن ضمیری     |  | بگفتا بود درّ درج کرامت        |

بر روی در و معجر چوبی امامزاده که توسط عده‌ای از مردم بلوک جویم لار ساخته شده بود، نام امامزاده و تاریخ ساختن آرامگاه با مرکب و با خط نستعلیق عالی و درشت نوشته شده بود که هم اینک از بین رفته‌است.